# Bachzelten
Bachzelten ist ein Gemeindeteil der Stadt Dorfen im oberbayerischen Landkreis Erding.

## Lage
Die Einöde Bachzelten liegt in der Luftlinie 8,5 Kilometer nordöstlich von Dorfen, 9,5 Kilometer südöstlich von Taufkirchen und zwei Kilometer nordwestlich von Buchbach.

## Bevölkerungsentwicklung
Es gab 1871 in Bachzelten 18 Einwohner. Im Mai 1987 lebten dort zwei Einwohner in einen Wohngebäude.
| Jahr      | 1871 | 1925 | 1950 | 1970 | 1987 |
| Einwohner | 18   | 6    | 7    | 4    | 2    |